# Martin May

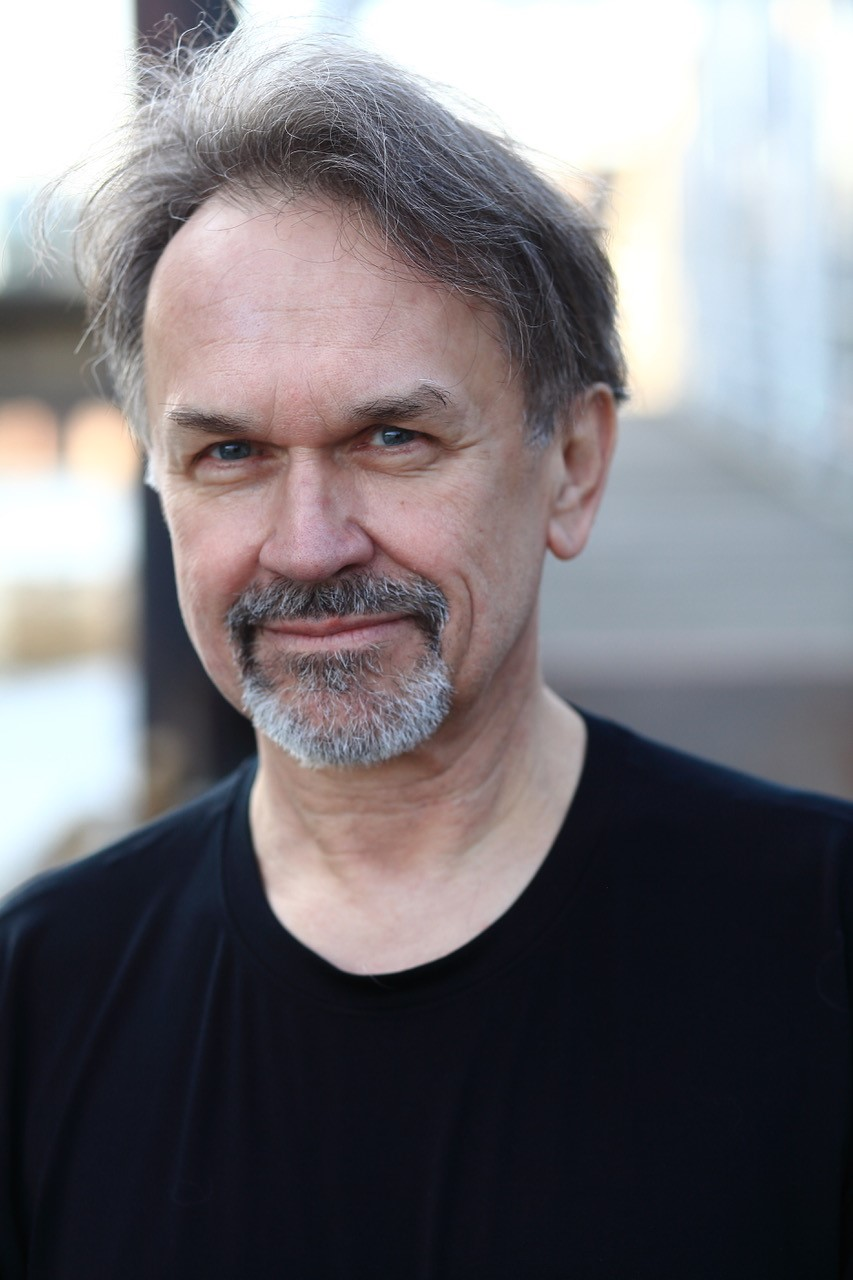
Martin May (2025)

Martin May (* 21. April 1961 in Coburg) ist ein deutscher Schauspieler, Drehbuchautor,  Synchronregisseur, Synchronsprecher sowie Sprecher von Hörspielen und Hörbüchern.

## Jugend
May wurde als erstes Kind der Hausfrau Inge May und des Grundschulrektors Heinz May geboren. Die Familie lebte anfangs in Weidhausen, wo er auch die Grundschule besuchte. Während seiner Schulzeit im Gymnasium Albertinum in Coburg zog die Familie nach Ahorn. 1980 schloss er das Gymnasium mit dem Abitur ab.
Im Alter von 15 Jahren hatte May am Landestheater Coburg seine ersten Auftritte als Komparse. Für die in Coburg durchgeführte Verfilmung des Buchs „Die wunderbaren Jahre“ des DDR-Autors Reiner Kunze wurde May unter 800 Bewerbern vom ursprünglich vorgesehenen Regisseur Rudolf Noelte für seine erste Rolle, die des Stephan, ausgewählt.

## Laufbahn
Nach Die wunderbaren Jahre spielte May 1981 den „Fähnrich Ullmann“ in Das Boot und begann noch während der Dreharbeiten ein Studium der Germanistik und Theaterwissenschaft an der Universität München, welches er nach einigen Jahren ohne Abschluss beendete. Außerdem war er Gasthörer an der Münchner Filmhochschule.
Ab 1981 folgten erste Fernsehrollen, er arbeitete mit Regisseuren wie Tankred Dorst, Peter Weck oder Michael Verhoeven. Am Theater spielte May 1982 in der Freien Volksbühne Berlin. Gemeinsam mit Maria Schell trat er unter der Regie von Rudolf Noelte in Ferdinand Bruckners Elisabeth von England in der Rolle des Southampton auf. Am Münchener Residenztheater und am Hamburger Thalia Theater sammelte er weitere Theatererfahrungen.
1984 spielte May seine erste Fernsehhauptrolle im Film Der Sohn des Bullen, bei dem Heinz Schirk Regie führte. 1988 erhielt May den Deutschen Darstellerpreis für seine Leistung in Erwin Keuschs Kinofilm Der Flieger.
Ein weiteres Standbein schuf er sich als Synchronsprecher. Sein Tätigkeitsfeld als Sprecher blieb aber nicht auf Filme und Serien beschränkt; Werbung, Hörspiele (zum Beispiel Geisterjäger John Sinclair, wo er die Rolle von Sinclairs Freund und Kollegen Suko spricht) und Hörbücher folgten. Seit 2007 war er in mehreren Hörspielreihen des Hörspiellabels Europa zu hören, beispielsweise in wechselnden Rollen in den Reihen Hanni und Nanni, Fünf Freunde, TKKG und Die drei Fragezeichen, sowie als Victor in der Serie Thomas und seine Freunde. Außerdem gehört er seit 2019 zum Ensemble des Hörspiellabels Titania Medien und wirkte in den Reihen Gruselkabinett, Sherlock Holmes und Grimms Märchen mit.  May synchronisierte unter anderem bei der Serie Die Springfield Story, Brothers – Zwischen Brüdern und sprach die Hauptrolle im Film Joint Security Area. In der Animeserie Naruto spricht er die Rolle des Kakashi. Außerdem ist er Sprecher vieler Dokumentationen für die verschiedensten Sender.
Sein erstes Drehbuch schrieb May 1988 für die ARD-Serie Büro, Büro. Des Weiteren verfasste er einige Folgen der RTL-Serie Hinter Gittern – Der Frauenknast. Für die fränkische Komödie Habersdorf, die er zusammen mit Carsten Steigerwald schrieb, erhielt er 1993 die Auszeichnung Nürnberger Autorenstipendium.
Im Film Liebe Mama (1990) war er als Autor, Regisseur, Produzent und Hauptdarsteller tätig. Von 1986 bis 2001 war May, wobei er in dieser Zeit auch in diversen anderen Rollen auftrat, insgesamt zehn Mal als Assistent Robert Wegener in der Fernsehreihe Tatort (Hessischer Rundfunk) im Einsatz. In den Jahren 1989/1990 spielte er in zwölf Folgen der Fernsehserie Mit Leib und Seele an der Seite von Günter Strack die Rolle des Motorradfreaks Charly Strecker. 2004 spielte er zwei Hauptrollen in Komödien am Hamburger Theater am Holstenwall. Außerdem wurde er im selben Jahr als „Mister Expert“ für die gleichnamige Elektrokette für TV-Werbung engagiert.
Seit etwa 2015 schrieb May zahlreiche Synchronbücher und betreute bis 2025 an die 70 Filme und Serien als Synchronregisseur.
Von 2011 bis Ende des Jahres 2014 war May Vorstandsmitglied des Bundesverbandes der Film- und Fernsehschauspieler (BFFS). Außerdem ist er Mitglied der Deutschen Filmakademie und der Deutschen Akademie für Fernsehen.

## Familie
Während der Dreharbeiten zu Der Sohn des Bullen lernte May Kathinka, die Tochter des Regisseurs Heinz Schirk, kennen. Die beiden heirateten 1986. Aus dieser Ehe, die 2005 geschieden wurde, gingen zwei Töchter und ein Sohn hervor. May heiratete 2008 die Autorin, Journalistin und Musikerin Marianne Wellershoff. Das Paar hat zwei Töchter und lebt in Hamburg.

## Auszeichnungen
- 1988: Deutscher Darstellerpreis
- 1993: Drehbuchförderpreis Franken – Nürnberger Autorenstipendium

## Filmografie (Auswahl)

### Kino
| - 1979: Die wunderbaren Jahre - 1980/81: Das Boot - 1981: Hallo Cowboy - 1982: Eisenhans - 1983: Lift - 1984: HFF-Abschlussfilm | - 1986: Schade … Josi - 1986: Der Flieger - 1987: Zabou - 1990: Liebe Mama - 1996: Die rote Waschmaschine - 2005: Rotkäppchen |

### Fernsehen
| - 1981: Landluft - 1981: Kinder unseres Volkes - 1982: Die Zeiten ändern sich - 1982: Hellseher wider Willen - 1982: Die Mutprobe - 1983: Wie würden Sie entscheiden? - 1984: Der Sohn des Bullen - 1984: SOKO 5113 - 1985: Ein Fall für zwei (Fernsehserie, Folge 36: Blutsbande) - 1985: Liebling Kreuzberg - 1985: Maria Stuart - 1985: Schafkopfrennen - 1985: Gambit - 1986: Floppy Disk - 1986: Der Landarzt - 1986: Lorentz und Söhne - 1986: Bei Thea - 1986: Tatort: Schwarzes Wochenende (Fernsehreihe) - 1987: Die Erbschaft - 1987: Michas Flucht - 1987: Eurocops - 1988: Geschichten aus der Heimat – Das Rendezvous - 1988: Büro, Büro - 1988: Jahrhundert der Detektive - 1988: Forsthaus Falkenau - 1988: Abenteuer Airport - 1989: Die Männer vom K3 – Diamanten machen Freunde - 1989/1990: Mit Leib und Seele (Fernsehserie, 12 Folgen) - 1990: Tatort – Zabou - 1990: Im Schatten der Gipfel - 1990: Auf Achse - 1990: Vera Wesskamp - 1992: Andi - 1992: Salzburger Nockerln - 1992: Marianne Lindner Special - 1993: Der Fahnder - 1993: Die Notärztin - 1993: Tatort – Renis Tod - 1993: Das seltsame Leben des Abgeordneten L. Kirke - 1994: Stubbe – Von Fall zu Fall - 1994: Das Haus auf dem Hügel - 1994: Der König | - 1994: Schneewittchens Baby - 1995: Alles außer Mord - 1995: Die Kommissarin - 1995: Die Wache - 1995: Solo für Sudmann - 1995: Stadtklinik - 1995: Tatort – Mordnacht - 1995: Jackpot - 1996: Tatort – Freitagsmörder - 1996: Park Hotel Stern - 1996: Schwurgericht - 1997: Tatort – Akt in der Sonne - 1998: Für alle Fälle Stefanie - 1998: Tatort – Rosen für Nadja - 1999: Tatort – Der Heckenschütze - 1999: Tatort – Der Tod fährt Achterbahn - 2000: Im Namen des Gesetzes - 2000: St. Angela - 2000: Die Helden – Werwolf - 2000: Die Motorrad Cops - 2000: Tatort – Mord am Fluss - 2001: Großstadtrevier - 2001: Tatort – Unschuldig - 2002: Der letzte Zeuge - 2002: In aller Freundschaft - 2003: Der Dicke - 2003: Fliege kehrt zurück - 2004: Fliege hat Angst - 2005: Rotkäppchen - 2006: Abschnitt 40 - 2009: Huntik - 2009: Die Rosenheim-Cops – Dumm gelaufen - 2010: Katie Fforde: Eine Liebe in den Highlands - 2011: Großstadtrevier – 5 nach 12 - 2012: SOKO Wismar – Lockvogel - 2013: Wilsberg – Treuetest - 2014: Lindenstraße - 2016: Morden im Norden – Ein dunkles Geheimnis - 2018: Die Pfefferkörner – Stille Nacht - 2019: SOKO Stuttgart – Couchsurfing - 2023: Großstadtrevier – Jagd nach dem verlorenen Schatz |

## Synchronarbeiten

### Synchronsprecher (Auswahl)
| - seit 2006: Naruto/Naruto Shippuden/Boruto: Naruto Next Generations als Kakashi Hatake - 2009: Huntik als Dante Vale - 2011: Soul Eater als Shinigami und als Dr.(Frank) Stein - 2015: The Seven Deadly Sins als Howzer - 2015: Noragami als Hiyoris Papa | - 2016: Magi: Adventure of Sinbad als Barbarossa/Regierungsvertreter - 2017: Rage of Bahamut: Genesis als Lucifer - 2017: Die Braut des Magiers als Lindel - 2021: Mushoku Tensei als Rudeus Greyrat |

### Synchronregisseur (Auswahl)
| - 2017–2018: Naruto/Naruto Shippuden - 2018–2020: The Restaurant - 2019: The Professor and the Madman - 2019–2021: Miss Fishers Modern Murder Mysteries - 2020: Ip Man 4: The Finale - 2020: Das Königreich der Bären - 2021: Undercover - 2021: Ferry – Der Film - 2021–2024: Mushoku Tensei - 2022: Hello Tomorrow! | - 2022: Bargain - 2022–2023: The Lake - 2023: Ferry – Die Serie - 2023: A Bloody Lucky Day - 2023: Boat Story - 2024: Pyramid Game - 2024: Queen Woo - 2024: Paris Has Fallen - 2024–2025: FBI: Most Wanted |

### Synchronautor (Auswahl)
| - 2019: Selah und die Spades - 2019: Beyond the Law - 2019–2020: Morocco – Tiempos de guerra - 2019: Curiosa - 2022: Bargain - 2022–2023: The Lake | - 2023: Lena & Benedict - 2023: A Bloody Lucky Day - 2023: Boat Story - 2024: Paris Has Fallen - 2025: FBI: Most Wanted |

## Drehbücher
- 1988/89: Büro, Büro: Scheiblings Plan, Die Russen kommen
- 1990: Liebe Mama
- 1993: Habersdorf
- 1997/98: Hinter Gittern – Der Frauenknast: Unter Druck; In Guten wie in bösen Tagen; Das Christkind; Vertrauensfragen; Freundinnen; Traumhochzeit; Fluchtversuche
- 2003: Gespensterkrimis: Der Turm des Grauens

## Theater
| - 1982: Elisabeth von England (Freie Volksbühne Berlin) - 1983: Sie sind die Sinti (Theaterfestival München) - 1985: Die Frau des Bäckers (Thalia Theater Hamburg) - 1986: Die Kunst der Komödie (Residenztheater München) - 1986: Hamlet (Residenztheater München) - 1988: Der Marquis von Keith (Weilheimer Theatersommer) | - 1989: Der Belagerungszustand (Luisenburgfestspiele Wunsiedel) - 1991: Harold und Maude (Tournee mit Neue Schaubühne München) - 2004: Schampus, Schecks und schwarze Wäsche (Theater am Holstenwall Hamburg) - 2004: Meine Frau – wie heißt sie noch? (Theater am Holstenwall Hamburg) - 2009: Ladies Night (Theater Oststeinbek) |

## Hörbücher und -spiele (Auswahl)
| - Das Lächeln der Fortuna (Rebecca Gablé), Lübbe Audio & BookBeat - Die Siedler von Catan (Rebecca Gablé) - Die Hüter der Rose (Rebecca Gablé) - Der Letzte seiner Art (Hörbuch, Andreas Eschbach, ISBN 978-3-404-77317-6) - Männerträume (Marianne Wellershoff) - Die Verwandlung (Franz Kafka) - Aus dem Leben eines Taugenichts (Joseph von Eichendorff) - Wie das Trauma Vietnam in die Straßen New Yorks kam (Peter Biskind) - Wie ein Hai Millionen vom Strand in die Kinos trieb (Peter Biskind) - Geisterjäger John Sinclair, nach den gleichnamigen Romanen von Jason Dark als Suko - Die drei !!! Vorsicht, Strandhaie! (Thomas Karallus) | - Die drei ??? – Schwarze Sonne (Folge 151) als Galerist; Die schweigende Grotte (Folge 210) als Zach Cannings - Thrawn-Trilogie (Hörspiel, nach den Romanen von Timothy Zahn) als Aves - DIE SUKO-AKTEN, (Ian Rolf Hill), Lübbe Audio & Audible, 2023, ISBN 978-3-7540-0310-7 (Hörbuch-Download, Teil 2 der Serie Die Suko-Akten) - Gruselkabinett (Titania Medien, Folgen 150, 170, 185) - Sherlock Holmes (Titania Medien, Folgen 44, 58) - Grimms Märchen (Titania Medien, Folgen 4, 5, 6) - Fünf Freunde (Europa, Folgen 71, 95, 110, 131, 139, 150, 155) - Thomas und seine Freunde (Europa, Folgen 18, 19, 20, 21) als Victor |

## Computerspiele
| - 2003: Freelancer als Orelian - 2004: Black Mirror als James (Williams unehelicher Sohn) - 2005: Guild Wars: Prophecies als Prinz Rurik - 2008: Battlefield: Bad Company als Haggard | - 2008: Crysis Warhead als O’Neil - 2009: Dragon Age: Origins als Alistair - 2010: Battlefield: Bad Company 2 als Haggard - 2012: Guild Wars 2 als Männlicher Charr und Sylvari Canach |